# Kistelek

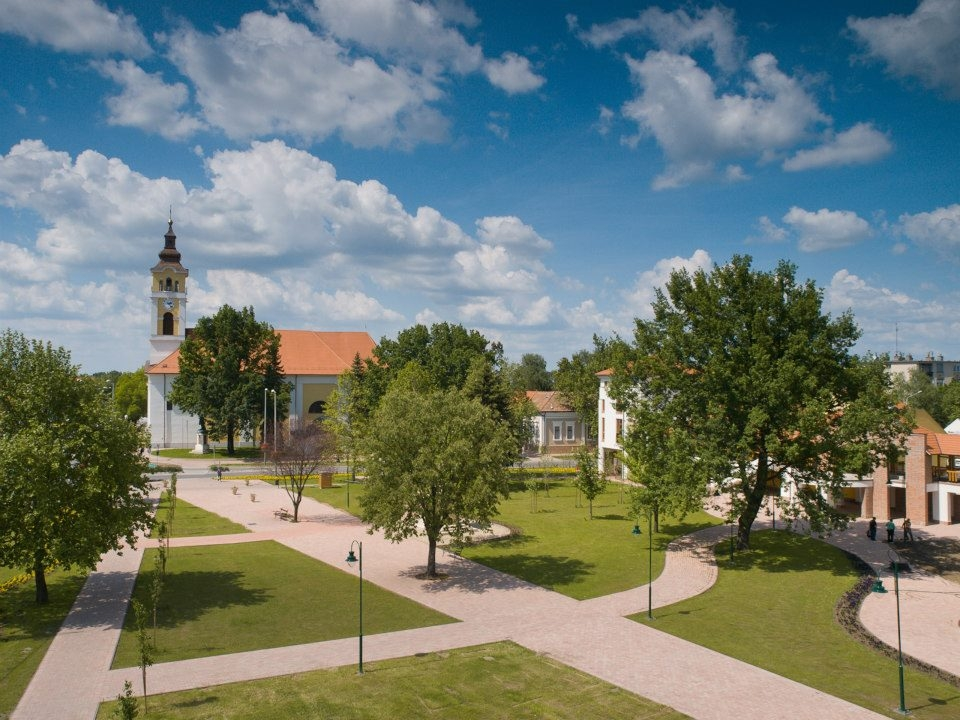
Torget.

Kistelek är en mindre stad i distriktet Kistelek i provinsen Csongrád-Csanád i sydöstra Ungern. Kistelek hade år 2019 totalt 6 990 invånare.